# Summerland Way
Der Summerland Way ist eine Hauptverbindungsstraße im äußersten Nordosten des australischen Bundesstaates New South Wales und im angrenzenden, südöstlichen Queensland. Er verbindet den Pacific Highway und den Gwydir Highway in South Grafton mit dem Mount Lindesay Highway bei Woodenbong unweit der Grenze zu Queensland. Seit der offiziellen Auflösung des Mount Lindesay Highway wird auch dessen 25 km langer, südlicher Abschnitt von Woodenbong über die Grenze nach Queensland bis südlich von Rathdowney als Teil des Summerland Way betrachtet. Dieser Abschnitt ist auch als Lions Road bekannt.

## Namensherkunft
Die Straße wurde nach der Region benannt, durch die sie verläuft. Die Gegend ist bei Touristen gerade im Sommer sehr beliebt.

## Verlauf
Der Summerland Way zweigt in South Grafton vom Pacific Highway (R1) und vim Gwydir Highway (R38) nach Norden ab, überquert den Clarence River und führt durch das Stadtzentrum von Grafton. Knapp 100 km weiter nördlich erreicht die Straße die Stadt Casino am Richmond River, wo sie den Bruxner Highway (R44) überquert.
Sie überquert auch den Fluss und folgt seinem Ostufer weiter nach Norden über Kyogle und dann nach Nordosten bis zur Quelle. Wenig oberhalb der Quelle des Richmond River, ca. 5 km östlich von Woodenbong, trifft der Summerland Way auf den Mount Lindesay Highway (R13).
Auf der Route des Mount Lindesay Highway führt die dem Summerland Highway zugeschlagene Strecke nach Norden, wo sie unmittelbar westlich des Mount Lindesay im Mount-Barney-Nationalpark die Grenze nach Queensland überquert und sich nach Nordosten wendet. Ca. 500 m südlich von Rathdowney, wo nach Westen die Boonah Rathdowney Road (S93) abzweigt, hat der Summerland Way sein nördliches Ende erreicht.

## Bedeutung und Ausbauzustand
Der Summerland dient als deutlich weniger befahrene Alternativroute zum Pacific Highway zwischen Grafton und Brisbane. Allerdings ist die nördliche Fortsetzung zwischen Rathdowney und Brisbane für Schwerverkehr nicht geeignet.
Die Straße ist auf der gesamten Länge zweispurig ausgebaut und befindet sich zum größten Teil in befestigtem und gut erhaltenen Zustand. Lediglich ein Teil der Lions Road ist sehr schmal und schlecht ausgebaut. Die Regierung von Queensland hat aber AU-$ 20 Mio. für den weiteren Ausbau bereitgestellt.